# Evan Lurie

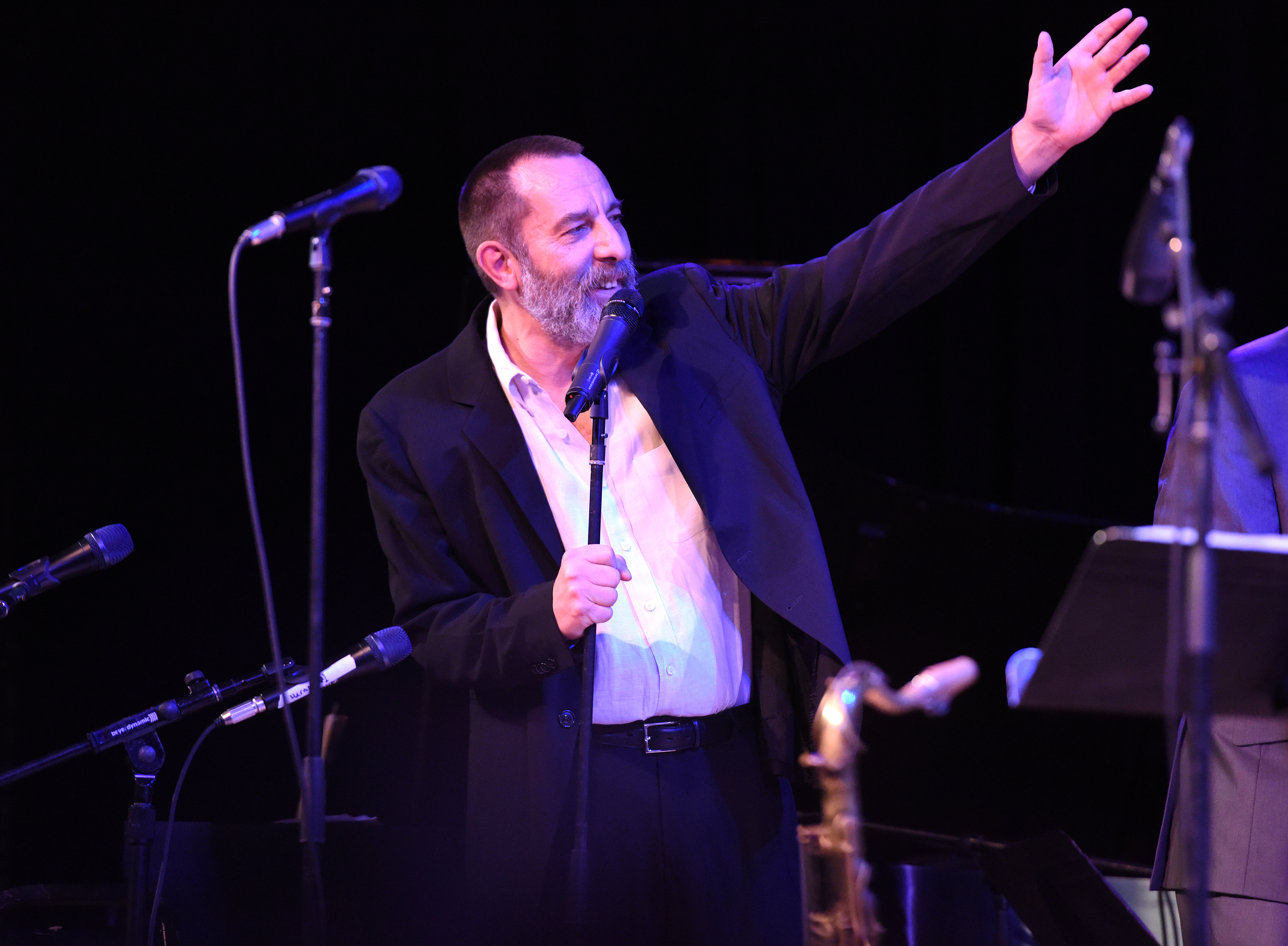
Evan Lurie (2014)

Evan Lurie (* 28. September 1954 in Minneapolis) ist ein amerikanischer Fusionmusiker (Piano, auch Keyboards) und Filmkomponist.

## Leben und Wirken
Lurie, der eine klassische Klavierausbildung genoss, stand zunächst im Schatten seines Bruders John Lurie. Seit der Gründung 1979 gehörte er zu den Lounge Lizards, nahm dort aber eher die Position einer Randfigur ein. 1987 überraschte er mit seinem Album Pieces for Bandoneon, das Tangos für ein akustisches Ensemble enthielt. 1990 veröffentlichte er das Solo-Piano-Album Happy? Here? Now?, das aber kaum Beachtung fand. Hingegen wies das Werk Selling Water by the Side of the River Lurie als „höchst eigenständigen Komponisten“ aus (Wolf Kampmann). Er verfasste die Filmmusiken für mehrere Low-Budget-Filme von Fisher Stevens oder Steve Buscemi, die er in der Kompilation How I Spent My Vacation vorstellte. Seit Ende der 1980er Jahre schrieb er die Soundtracks zu mehreren Filmen von Roberto Benigni. Er komponierte die Musik zu Fernsehserien wie Oswald (2001) oder The Backyardigans (2004–2007). Zudem arbeitete er als Pianist und Arrangeur für Ute Lemper.

## Diskographische Hinweise
- Happy? Here? Now? (1985, Solo)
- Pieces for Bandoneon (1987)
- Selling Water by the Side of the River (1990)
- How I Spent My Vacation (1998, mit Greg Cohen, Ben Perowsky, Marc Ribot, Steve Bernstein, Bryan Carrott, Jane Scarpantoni)

## Filmografie
- 1981: Subway Riders
- 1983: Doomed Love
- 1986: The Kitchen Presents Two Moon July
- 1987: Chôchin
- 1988: Ein himmlischer Teufel (Il piccolo diavolo)
- 1988: Kizu
- 1989: Einsamkeit und Mord (The Kill-Off)
- 1991: Zahnstocher-Johnny (Johnny Stecchino)
- 1992: Under Cover of Darkness
- 1993: Die Nacht mit meinem Traummann (The Night We Never Met)
- 1994: Das Monster (Il Mostro)
- 1995: The Salesman and Other Adventures
- 1996: Trees Lounge – Die Bar, in der sich alles dreht (Trees Lounge)
- 1996: Layin’ Low
- 1996: Phinehas
- 1996: Tiger Claws 2
- 1997: Office Killer
- 1998: Homo Heights
- 1998: O.K. Garage
- 1998: Side Streets
- 2000: Happy Accidents
- 2000: Fear of Fiction
- 2000: Joe Goulds Geheimnis (Joe Gould’s Secret)
- 2000: Lisa Picard Is Famous
- 2001: Feuerwerk auf italienisch (The Whole Shebang)
- 2005: Lonesome Jim
- 2005: Face Addict
- 2007: Interview
- 2010: Jack Goes Boating
- 2012: Silver Linings Playbook (nur die Stücke „Popeye’s Clog“ und „Devil Tango“)
- 2017: Final Portrait

## Lexigraphische Einträge
- Wolf Kampmann (Hrsg.), unter Mitarbeit von Ekkehard Jost: Reclams Jazzlexikon. Reclam, Stuttgart 2003, ISBN 3-15-010528-5.